# Hutchinson (Minnesota)
Hutchinson is een plaats (city) in de Amerikaanse staat Minnesota, en valt bestuurlijk gezien onder McLeod County.

## Demografie
Bij de volkstelling in 2000 werd het aantal inwoners vastgesteld op 13.080.

## Geografie
Volgens het United States Census Bureau beslaat de plaats een oppervlakte van
20,2 km², waarvan 19,2 km² land en 1,0 km² water.

## Plaatsen in de nabije omgeving
De onderstaande figuur toont nabijgelegen plaatsen in een straal van 24 km rond Hutchinson.